# اوزلیک تپه
اوزلیک تپه مربوط به سده‌های اولیه دوران‌های تاریخی پس از اسلام است و در شهرستان زنجان، بخش قره‌پشتلو، روستای گلجه واقع شده و این اثر در تاریخ ۱۰ خرداد ۱۳۸۲ با شمارهٔ ثبت ۸۷۶۴ به‌عنوان یکی از آثار ملی ایران به ثبت رسیده است.